# Frisim

Crawl, den vanligaste valda stilen, sedd ovanifrån.

Crawl sett från sidan.

Frisim (fristil) är ett av simsätten inom tävlingssimning. Det är egentligen inget simsätt, regeln säger att man får simma valfri stil. I praktiken används i tävlingar det snabbaste simsättet - crawl.

## Regler
Frisim betyder fritt simsätt vilket innebär att det finns mycket få regler som talar om hur simsättet skall genomföras. 
De regler som finns är dessa:
- Frisim i ett frisimslopp innebär att en simmare får simma vilket simsätt som han/hon vill, dock inte i medley då frisim innebär annat simsätt än bröstsim, ryggsim och fjärilsim.
- Vid vändning och målgång måste någon del av simmarens kropp beröra väggen.
- Någon del av simmarens kropp måste under hela loppet bryta vattenytan, dock är det tillåtet att simma 15 meter under vattnet direkt efter start och vändning.[1]

## Tävling
Frisim är det simsätt där det finns flest distanser att simma över. 
De är:
- 50 meter frisim
- 100 meter frisim
- 200 meter frisim
- 400 meter frisim
- 800 meter frisim
- 1500 meter frisim

- 4x50 meter frisim lagkapp (endast i kort, 25 meters bassäng)
- 4x100 meter frisim lagkapp
- 4x200 meter frisim lagkapp

Frisim ingår också som sistasträcka i medley på distanserna:
- 100 meter medley (endast i kort, 25 meters bassäng)
- 200 meter medley
- 400 meter medley

- 4x50 meter medley lagkapp (endast i kort, 25 meters bassäng)
- 4x100 meter medley lagkapp

Dessutom är frisim regeln för simning i öppet vatten.
- I OS finns 10 km öppet vatten.
- I VM finns 5, 10 och 25 km öppet vatten.
- I triathlon finns simning som delgren från 750 m till 4 km, avser tävlingsgren för vuxna. I motionsklasser finns ned till 200 m och för ungdomar ned till 100 m.

## Träning
I lite mer informella sammanhang inom organiserad simning, till exempel vid tränarledd träning är på svenska "frisim" en beteckning på crawl. Om man vill ha valfritt simsätt i träningsprogrammet heter det "valfritt".

## Historia
De första simtävlingarna hade inte några regler om stil, såsom frisim idag. Crawl användes första gången 1844 i en officiell tävling. Bröstsim var då tradition i Europa. OS 1896 hade simning på programmet, 100 m, 500 m och 1200 m, samtliga fri stil, öppet vatten, endast män. I OS 1904 introducerade man grenar med stilkrav, man tävlade i bröstsim och ryggsim, förutom frisim. Jämför History of swimming (på engelska).